# Campionato Panamericano 2018 (hockey su pista)
Il campionato panamericano di hockey su pista 2018 è stata la 9ª edizione dell'omonimo torneo di hockey su pista per squadre nazionali maschili americane. Il torneo si è svolto in Colombia a Bogotà dal 4 al 9 dicembre 2018.
A vincere il torneo fu l'Argentina per l'ottava volta nella sua storia sconfiggendo in finale il Cile.

## Formula
Il campionato panamericano 2018 fu disputato da sette selezioni nazionali tramite la formula del girone all'italiana con gare di sola andata. Vennero attribuiti tre punti per l'incontro vinto, uno per l'incontro pareggiato e zero in caso di sconfitta. Dopo la prima fase vennero disputate le semifinali e le finali; la squadra vincitrice della finale venne proclamata campione.
La manifestazione servi anche come torneo di qualificazione al campionato mondiale; le prime tre squadre classificate si qualificarono alla rassegna iridata.

## Squadre partecipanti
| Pr. | Squadra     | Partecipazioni precedenti al torneo            |
| --- | ----------- | ---------------------------------------------- |
| 1   | Argentina   | 1979, 1983, 1987, 1991, 1993, 1995, 2005, 2011 |
| 2   | Brasile     | 1979, 1983, 1987, 1991, 1993, 1995             |
| 3   | Cile        | 1979, 1983, 1991, 2005, 2011                   |
| 4   | Colombia    | 1987, 1991, 1993, 1995, 2005, 2011             |
| 5   | Messico     | 1993, 2005                                     |
| 6   | Stati Uniti | 1979, 1983, 1987, 1991, 1993, 1995, 2005       |
| 7   | Uruguay     | 2005, 2011                                     |

Nota bene: nella sezione "partecipazioni precedenti al torneo" le date in grassetto indicano la squadra che ha vinto quell'edizione del torneo

## Svolgimento del torneo

### Prima fase

#### Classifica finale
| Pos. | Squadra     | Pt | G | V | N | P | GF | GS | DR  |
| ---- | ----------- | -- | - | - | - | - | -- | -- | --- |
| 1.   | Argentina   | 18 | 6 | 6 | 0 | 0 | 50 | 1  | +49 |
| 2.   | Cile        | 15 | 6 | 5 | 0 | 1 | 44 | 9  | +35 |
| 3.   | Colombia    | 12 | 6 | 4 | 0 | 2 | 38 | 8  | +30 |
| 4.   | Brasile     | 9  | 6 | 3 | 0 | 3 | 25 | 18 | +7  |
| 5.   | Stati Uniti | 4  | 6 | 1 | 1 | 4 | 13 | 29 | -16 |
| 6.   | Uruguay     | 4  | 6 | 1 | 1 | 4 | 11 | 39 | -28 |
| 7.   | Messico     | 0  | 6 | 0 | 0 | 6 | 2  | 79 | -77 |

#### Risultati
| Bogotà 4 dicembre 2018 | Argentina | 19 – 0 | Messico |  |

| Bogotà 4 dicembre 2018 | Colombia | 9 – 0 | Uruguay |  |

| Bogotà 4 dicembre 2018 | Brasile | 5 – 3 | Stati Uniti |  |

| Bogotà 4 dicembre 2018 | Colombia | 9 – 0 | Messico |  |

| Bogotà 5 dicembre 2018 | Cile | 19 – 0 | Messico |  |

| Bogotà 5 dicembre 2018 | Colombia | 6 – 0 | Stati Uniti |  |

| Bogotà 5 dicembre 2018 | Argentina | 9 – 0 | Uruguay |  |

| Bogotà 5 dicembre 2018 | Argentina | 3 – 0 | Cile |  |

| Bogotà 5 dicembre 2018 | Colombia | 3 – 2 | Brasile |  |

| Bogotà 6 dicembre 2018 | Uruguay | 2 – 12 | Cile |  |

| Bogotà 6 dicembre 2018 | Stati Uniti | 7 – 1 | Messico |  |

| Bogotà 6 dicembre 2018 | Uruguay | 1 – 6 | Brasile |  |

| Bogotà 6 dicembre 2018 | Argentina | 7 – 0 | Stati Uniti |  |

| Bogotà 6 dicembre 2018 | Colombia | 1 – 2 | Cile |  |

| Bogotà 6 dicembre 2018 | Brasile | 9 – 0 | Messico |  |

| Bogotà 7 dicembre 2018 | Cile | 8 – 1 | Stati Uniti |  |

| Bogotà 7 dicembre 2018 | Messico | 1 – 6 | Uruguay |  |

| Bogotà 7 dicembre 2018 | Argentina | 8 – 1 | Brasile |  |

| Bogotà 7 dicembre 2018 | Uruguay | 2 – 2 | Stati Uniti |  |

| Bogotà 7 dicembre 2018 | Colombia | 0 – 4 | Argentina |  |

| Bogotà 7 dicembre 2018 | Cile | 3 – 2 | Brasile |  |

### Fase finale
|  | Semifinali | Semifinali | Semifinali |      |           | Finale          | Finale          | Finale          |  |
|  |            |            |            |      |           |                 |                 |                 |  |
|  | 1          | Argentina  | 8          |      |           |                 |                 |                 |  |
|  | 1          | Argentina  | 8          |      |           |                 |                 |                 |  |
|  | 4          | Brasile    | 1          |      |           |                 |                 |                 |  |
|  | 4          | Brasile    | 1          |      | Argentina | Argentina       | 2               |                 |  |
|  |            |            |            |      | Argentina | Argentina       | 2               |                 |  |
|  |            |            | Cile       | Cile | 1         |                 |                 |                 |  |
|  | 2          | Cile       | Cile       | Cile | 1         | 4               |                 |                 |  |
|  | 2          | Cile       |            |      |           | 4               |                 |                 |  |
|  | 3          | Colombia   | 0          |      |           | Finale 3º posto | Finale 3º posto | Finale 3º posto |  |
|  | 3          | Colombia   | 0          |      |           |                 |                 |                 |  |
|  |            |            |            |      |           |                 |                 |                 |  |
|  |            |            |            |      |           | Colombia        | Colombia        | 7               |  |
|  |            |            |            |      |           | Colombia        | Colombia        | 7               |  |
|  |            |            |            |      |           | Brasile         | Brasile         | 2               |  |

|  | Finale 6º posto |         |   |  |
|  |                 |         |   |  |
|  | 6               | Uruguay | 8 |  |
|  | 7               | Messico | 2 |  |

## Qualificazione al campionato mondiale
- World Championship 2019:  Argentina,  Cile,  Colombia
- Intercontinental Cup 2019:  Brasile
- Challenger Cup 2019:  Stati Uniti,  Uruguay,  Messico